# TWIST1
TWIST1 (англ. Twist family bHLH transcription factor 1) — білок, який кодується однойменним геном, розташованим у людей на короткому плечі 7-ї хромосоми. Довжина поліпептидного ланцюга білка становить 202 амінокислот, а молекулярна маса — 20 954. Для нього характерний мотив спіраль-петля-спіраль.
| 10         |  | 20         |  | 30         |  | 40         |  | 50         |
| ---------- |  | ---------- |  | ---------- |  | ---------- |  | ---------- |
| MMQDVSSSPV |  | SPADDSLSNS |  | EEEPDRQQPP |  | SGKRGGRKRR |  | SSRRSAGGGA |
| GPGGAAGGGV |  | GGGDEPGSPA |  | QGKRGKKSAG |  | CGGGGGAGGG |  | GGSSSGGGSP |
| QSYEELQTQR |  | VMANVRERQR |  | TQSLNEAFAA |  | LRKIIPTLPS |  | DKLSKIQTLK |
| LAARYIDFLY |  | QVLQSDELDS |  | KMASCSYVAH |  | ERLSYAFSVW |  | RMEGAWSMSA |
| SH         |  |            |  |            |  |            |  |            |

A: Аланін

C: Цистеїн

D: Аспарагінова кислота

E: Глутамінова кислота

F: Фенілаланін

G: Гліцин

H: Гістидин

I: Ізолейцин

K: Лізин

L: Лейцин

M: Метіонін

N: Аспарагін

P: Пролін

Q: Глутамін

R: Аргінін

S: Серин

T: Треонін

V: Валін

W: Триптофан

Кодований геном білок за функціями належить до репресорів, активаторів, білків розвитку. Задіяний у таких біологічних процесах, як регуляція транскрипції, біологічні ритми, диференціація клітин, міогенез. Білок має сайт для зв'язування з ДНК. Локалізований у ядрі. Найвища концентрація мРНК цього фактора спостерігається у плаценті, а у дорослих — у тканинах, що походять з мезодерми. Вважається, що Twist1 регулює остеогенез.
Мутації Twist1 асоційовані з синдромом Сезарі, Синдромом Саетра — Хоцена, раком молочної залози тощо. Крім того, Twist1 відіграє важливу роль у метастазуванні, і у метастазуючих карциномах експресія Twist1 або метилювання його промотора є поширеним явищем. Також, разом з N-Myc Twist1 відіграє роль онкогена при багатьох онкологічних хворобах, зокрема при нейробластомі.